# 1941 en musique
| \| • Retour à la chronologie générale de la musique populaire • \| |
| XXIe siècle • XXe siècle • XIXe siècle • XVIIIe siècle XVIIe siècle • XVIe siècle • XVe siècle • XIVe siècle XIIIe siècle • XIIe siècle • XIe siècle • Xe siècle IXe siècle • VIIIe siècle • Haut Moyen Âge • Rome • Grèce |
| • Retour à la chronologie générale de la musique populaire • |

| • Retour à la chronologie générale de la musique populaire • |

| Années de la musique populaire : 1938 - 1939 - 1940 - 1941 - 1942 - 1943 - 1944    |
| Décennies de la musique populaire : 1910 - 1920 - 1930 - 1940 - 1950 - 1960 - 1970 |

Cet article présente les faits marquants de l'année 1941 en musique.

## Évènements
- 1er janvier : concert du nouvel an 1941 de l'orchestre philharmonique de Vienne au Musikverein, dirigé par Clement Kraus.
- 26 février : Léo Ferré, sous le pseudonyme de Forlane se produit pour la première fois en public, au Théâtre des Beaux-arts de Monte-Carlo[1].
- Juin : Ouverture à Paris d’une exposition sur la France européenne organisée par les Allemands. Tino Rossi y chante en faveur des prisonniers de guerre.

## Principaux albums de l'année
- 15 février : Take the A Train, enregistrement de l’orchestre de Duke Ellington.

## Naissances
- 9 janvier : Joan Baez, chanteuse folk américaine.
- 12 janvier : 
  - Long John Baldry, chanteur de rhythm & blues et comédien britannique († 21 juillet 2005).
  - Vladimir Mouliavine, chanteur soviétique et biélorusse († 26 janvier 2003).
- 15 janvier : Captain Beefheart, chanteur de rock américain († 17 décembre 2010).
- 25 janvier : Michel Mallory, auteur compositeur interprète et parolier français.
- 4 février : John Steel, batteur britannique, membre du groupe de rock The Animals.
- 11 février : Sérgio Mendes, chanteur, pianiste et compositeur de jazz brésilien († 6 septembre 2024).
- 18 mars : Wilson Pickett, chanteur de soul américain († 19 janvier 2006).
- 11 mai : Eric Burdon, chanteur de blues britannique, membre du groupe The Animals.
- 24 mai : Bob Dylan, chanteur et guitariste américain.
- 2 juin : Charlie Watts, batteur britannique, membre du groupe The Rolling Stones.
- 30 juillet : Paul Anka, chanteur canadien.
- 14 août : David Crosby, guitariste et chanteur américain, membre des Byrds et de Crosby, Stills, Nash and Young.
- 9 septembre : Otis Redding, chanteur afro-américain de musique soul et de rhythm and blues († 10 décembre 1967).
- 13 septembre : David Clayton Thomas, chanteur britannique du groupe Blood, Sweat and Tears.
- 22 septembre : Catherine Ribeiro, actrice et chanteuse française († 23 août 2024).
- 3 octobre : Chubby Checker, chanteur de twist américain.
- 13 octobre : Paul Simon, chanteur américain, membre du duo Simon and Garfunkel.
- 21 octobre : Steve Cropper, guitariste et compositeur de soul américain, membre du groupe Booker T. & the M.G.'s.
- 28 octobre : Hank Marvin, guitariste britannique et meneur du groupe de rock The Shadows.
- 8 septembre : Phillip Wilson, batteur americaine du groupe Art Ensemble of Chicago et Paul Butterfield Blues Band († 25 mars 1992)
- 2 novembre : Bruce Welch, guitariste britannique du groupe de rock The Shadows.
- 5 novembre : Art Garfunkel, chanteur américain, membre du duo Simon and Garfunkel.
- 9 novembre : Tom Fogerty, guitariste américain, membre du groupe de rock Creedence Clearwater Revival.
- 22 novembre : Jesse Colin Young, chanteur et guitariste américain († 16 mars 2025).
- 24 novembre : Donald "Duck" Dunn, bassiste de soul américain, membre du groupe Booker T. & the M.G.'s († 13 mai 2012).
- 24 novembre : Pete Best, batteur des Beatles avant 1962.
- 19 décembre : Maurice White, chanteur et batteur américain, membre du groupe de funk Earth, Wind and Fire († 3 février 2016).

- Sheila Borg (1941-v 2006), chanteuse autrichienne.

## Principaux décès
- 20 février : Mary Rose Anna Travers dite la Bolduc, autrice-compositrice-interprète québécoise (° 4 juin 1894).
- 21 avril : Agustín Bardi, pianiste, violoniste et compositeur de tango (° 13 août 1884).
- 26 mai : Berthe Sylva, chanteuse française.
- 10 juillet : Jelly Roll Morton, pianiste, compositeur de jazz américain.
- 26 octobre : Félix Mayol, chanteur de café-concert, à Toulon.